# Palacio de Doña María Cristina de Borbón
El palacio de Doña María Cristina de Borbón, también conocido como «Palacio de las Rejas», fue un edificio de la ciudad española de Madrid. Contaba con entradas en la plaza de los Ministerios, sin número, y en el número 4 de la calle de las Rejas.
El edificio fue casa de los marqueses de Santa Cruz del Viso, a quienes pertenecía casi toda la manzana, después pasaría a ser propiedad de María Cristina de Borbón, viuda de Fernando VII y reina regente. En él se hicieron diversas variaciones y mejoras, entre las que contaba la construcción de la fachada principal en uno de los dos lados menores del paralelogramo rectángulo que formaba toda la mencionada manzana, dando frente al palacio del Senado. Esta fachada consistía en dos pabellones, cuyo primer cuerpo es un almohadillado de mampostería con tres vanos de medio punto y buena forma en cada uno de aquellos, constituyendo la decoración del segundo cuerpo pilastras con capiteles un tanto caprichosos.
Atando con dichos pabellones se extendía por el frente una verja de hierro con tres puertas, de las cuales la del centro tenía dos pilares de granito con pilastras alquitrabadas de piedra de Colmenar, coronando los indicados pilares dos leones. Servía de entrada las mencionadas puertas a un espacio semicircular, en el que se hallaban dos escalinatas cerradas con cristales de colores, que daban subida al palacio, el cual no era más que un conjunto o agregado de edificios sin orden ni simetría en sus huecos y tejados. El palacio fue incendiado durante la Vicalvarada de 1854 por revolucionarios.